# Suburra
Suburra és una pel·lícula del 2015 dirigida per Stefano Sollima, a partir de la novel·la homònima de Carlo Bonini i Giancarlo De Cataldo. La novel·la i la pel·lícula prenen el seu títol del barri homònim de l'antiga Roma conegut per la seva mala reputació. La pel·lícula es va doblar al català central, i també al valencià per a À Punt.
Escrita per Stefano Rulli i Sandro Petraglia, és protagonitzada per Pierfrancesco Favino, Claudio Amendola, Elio Germano, Alessandro Borghi, Greta Scarano i Giulia Elettra Gorietti. El director va dedicar la pel·lícula al seu pare Sergio, que va morir uns mesos abans de l'estrena de la pel·lícula.

## Argument
Roma, 5 de novembre de 2011. Com cada vespre, el Papa es prepara per sopar a la sala especial del Vaticà, però un incessant dubte el turmenta: més tard confia la intenció de dimitir al seu secretari personal. L'orgullós i impulsiu Aureliano Adami, conegut com «Número 8», cap criminal de la zona d'Òstia, copeja salvatgement el propietari d'un edifici al qual acaba de calar foc, intenta convèncer-lo perquè li doni el terreny i després l'abandona, indefens entre les restes en flames de l'edifici. «Bacarozzo», un criminal romà que acaba de sortir de la presó després d'una condemna de vint anys, es troba en un bar amb l'astut i autoritari «Samurai», llegendari cap del crim a Roma, l'últim supervivent de la Banda della Magliana i garant de les relacions entre el petit món subterrani romà, les famílies de la màfia del sud d'Itàlia i la política. Filippo Malgradi és un diputat corrupte embolicat en el crim. Al Parlament, la tensió és alta i Malgradi es desfoga en un hotel amb una prostituta menor d'edat que mor d'una sobredosi.

## Reconeixements
- 2016 - David di Donatello
  - Nominació al millor actor secundari per Alessandro Borghi
  - Nominació a la millor fotografia per Paolo Carnera
  - Nominació a la millor escenografia per Paki Meduri
  - Nominació al millor muntatge per Patrizio Marone
  - Nominació als millors efectes especials per Visualogie
  - Nominació al Premi Mercedes-Benz Future per Stefano Sollima
- 2016 - Nastri d'argento
  - Millor actriu de repartiment per a Greta Scarano
  - Millor escenografia per Paki Meduri
  - Nominació al millor director per Stefano Sollima
  - Nominació al millor actor per Pierfrancesco Favino
  - Nominació al millor actor de repartiment per Claudio Amendola
  - Nominació al millor disseny de vestuari per Veronica Fragola
  - Nominació al millor muntatge per Patrizio Marone
- 2016 - Globus d'Or
  - Nominació a la millor actriu per Greta Scarano
  - Nominació a millor fotografia per Paolo Carnera

## Sèrie
L'octubre del 2015 es va anunciar una sèrie de televisió de 10 capítols basada en la pel·lícula, fruit d'una coproducció entre Cattleya, Netflix i Rai Fiction, dirigida per Michele Placido, Andrea Molaioli i Giuseppe Capotondi. Suburra. La serie fou la primera producció italiana de Netflix, i explica els esdeveniments anteriors als que es mostren a la pel·lícula, constituint així una mena de preqüela.
El 2 d'abril de 2019, Netflix va confirmar la producció de la tercera i última temporada de la sèrie, que s'estrenà a la plataforma el 30 d'octubre de 2020.